# Burg Schreckenstein (Film)
Burg Schreckenstein ist der Titel eines deutschen Kinderfilms, der auf den Büchern der gleichnamigen Kinderbuchreihe von Oliver Hassencamp basiert.

## Handlung
Der elf Jahre alte Stephan kommt neu auf das Internat Burg Schreckenstein und ist scheinbar ohne Grund lange ein Außenseiter. Nur zögerlich wird er in die verschworene Schülergemeinschaft aufgenommen und darf auch an den regelmäßigen Streichen gegen das Schloss Rosenfels teilnehmen.
Doch einer der Streiche hat unerwartete Konsequenzen: Durch den von den Schreckensteinern ausgelösten Feueralarm auf Schloss Rosenfels regnet es dort Löschwasser, so dass das Schulgebäude renoviert werden muss. Vorübergehend zieht die gesamte Mädchenschule auf der Burg mit ein, was aufgrund der völlig verschiedenen Führungsstile der jeweiligen Leitung, und der tief verwurzelten Rivalität der Schüler untereinander schnell zu Spannungen führt.

## Hintergrund

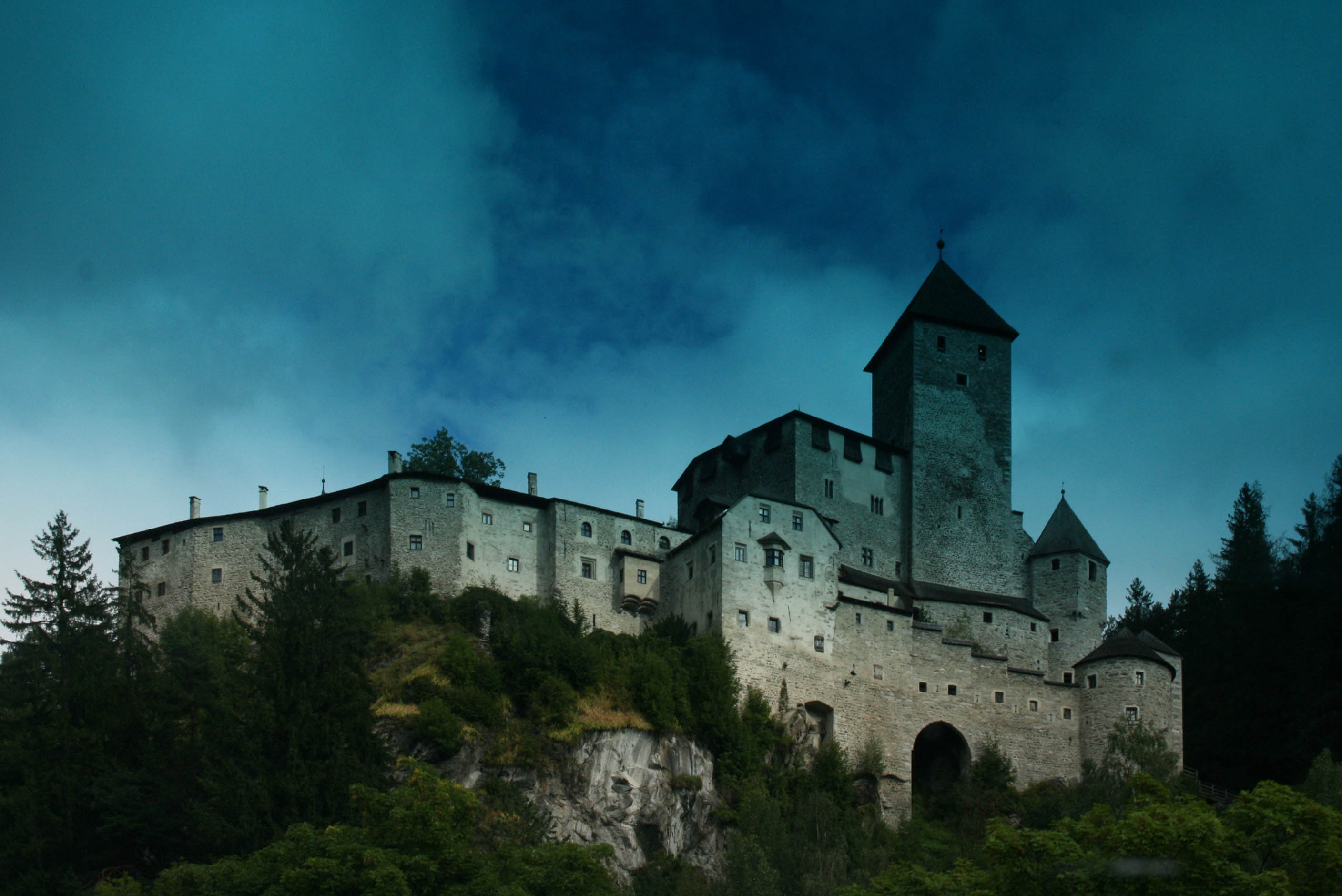
Burg Taufers diente als Burg Schreckenstein

Burg Taufers (Südtirol) bildete die Kulisse für Burg Schreckenstein. Weitere Drehorte waren Schloss Tüßling (als Mädcheninternat Schloss Rosenfels) und Kraiburg am Inn.
Drehbeginn war im Herbst 2015, der Kinostart fand am 20. Oktober 2016 statt.

## Auszeichnungen
Der Film wurde von der Deutschen Film- und Medienbewertung (FBW) in Wiesbaden mit dem Prädikat wertvoll ausgezeichnet.

## Unterschiede zur Vorlage
Der Film kombiniert Handlungselemente aus verschiedenen Büchern der Reihe. Die Ankunft Stephans auf der Burg ist zentrales Thema des ersten Bands, Die Jungens von Burg Schreckenstein, das Mädcheninternat Schloss Rosenfels wird erst ab Band 2 in die Handlung einbezogen, das Motiv des Umzugs der Mädchen auf die Burg findet sich in Band 9,  Verschwörung auf Burg Schreckenstein, das „jährliche“ Burgfest enthält Anlehnungen an das in Band 26 einmalig veranstaltete Ritterturnier auf Schreckenstein.
Gegenüber den Büchern wurden einige Figuren umbenannt, zusammengefasst und/oder hinzugefügt. In der Besetzungsliste fehlen die Namen mehrerer in der Buchreihe prominent agierender Figuren; umgekehrt kommen die Namen einiger Filmfiguren nicht in der Vorlage vor. Stephans ewiger Rivale Dampfwalze, im Buch beschrieben als „Muskelprotz mit Spatzenhirn“, wird im Film von einem dunkelhäutigen Jungen gespielt, der weder besonders stark noch besonders dumm wirkt.
Kinder beider Schulen tragen Schuluniformen. In der Buchreihe werden solche Uniformen nicht erwähnt. Dem Zeitgeist folgend gehören Computer und Mobiltelefone, die in den Büchern nicht vorkommen, in der filmischen Umsetzung zum Alltag. Auch die Eigenbezeichnung der Jungen als „Schreckies“ kommt nur im Film vor. In den Büchern nennen sie sich selbst ausschließlich Ritter, weil sie den früheren Burgbewohnern nacheifern wollen.
Der in den Buchvorlagen oft zitierte Wahlspruch „Ich will auf Schreckenstein / allzeit fair und ehrlich sein“ taucht im Film nur einmal auf, als der „Rex“ die Jungen an diesen erinnert. Tatsächlich verhalten die Schreckies sich weit weniger „ritterlich“, als die Ritter aus den Büchern.
Dem Burgherren „Mauersäge“ ist nur eine klamaukartige Nebenrolle beschieden, welcher jede Würde eines adeligen Grafen vermissen lässt.

## Fortsetzung
Kinostart der Fortsetzung mit dem Titel Burg Schreckenstein 2 – Küssen (nicht) verboten war am 12. Dezember 2017.